# Tammispää
Koordinaten: 58° 55′ N, 27° 0′ O
Tammispää ist ein Dorf (estnisch küla) in der Landgemeinde Lohusuu (Lohusuu vald). Es liegt im Kreis Ida-Viru (Ost-Wierland) im Nordosten Estlands.

## Beschreibung und Geschichte
Das Dorf hat 102 Einwohner (Stand 4. Januar 2010). Es liegt direkt am Ufer des Peipussees (Peipsi järv).
Tammispää wurde erstmals 1599 unter dem Namen Wieska Tamista und 1601 als Tamispe urkundlich erwähnt.

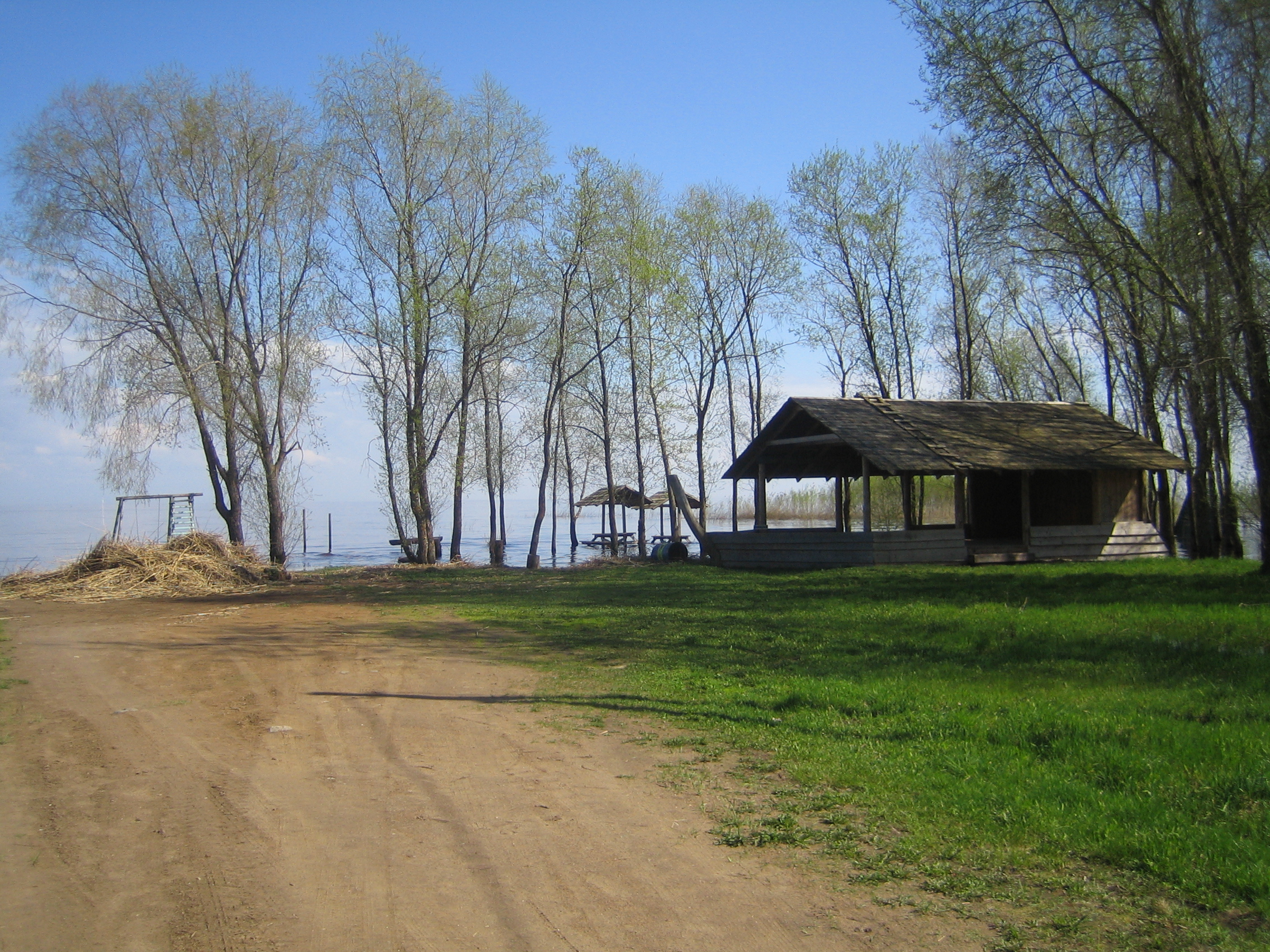
Dorfplatz von Tammispää am Peipussee
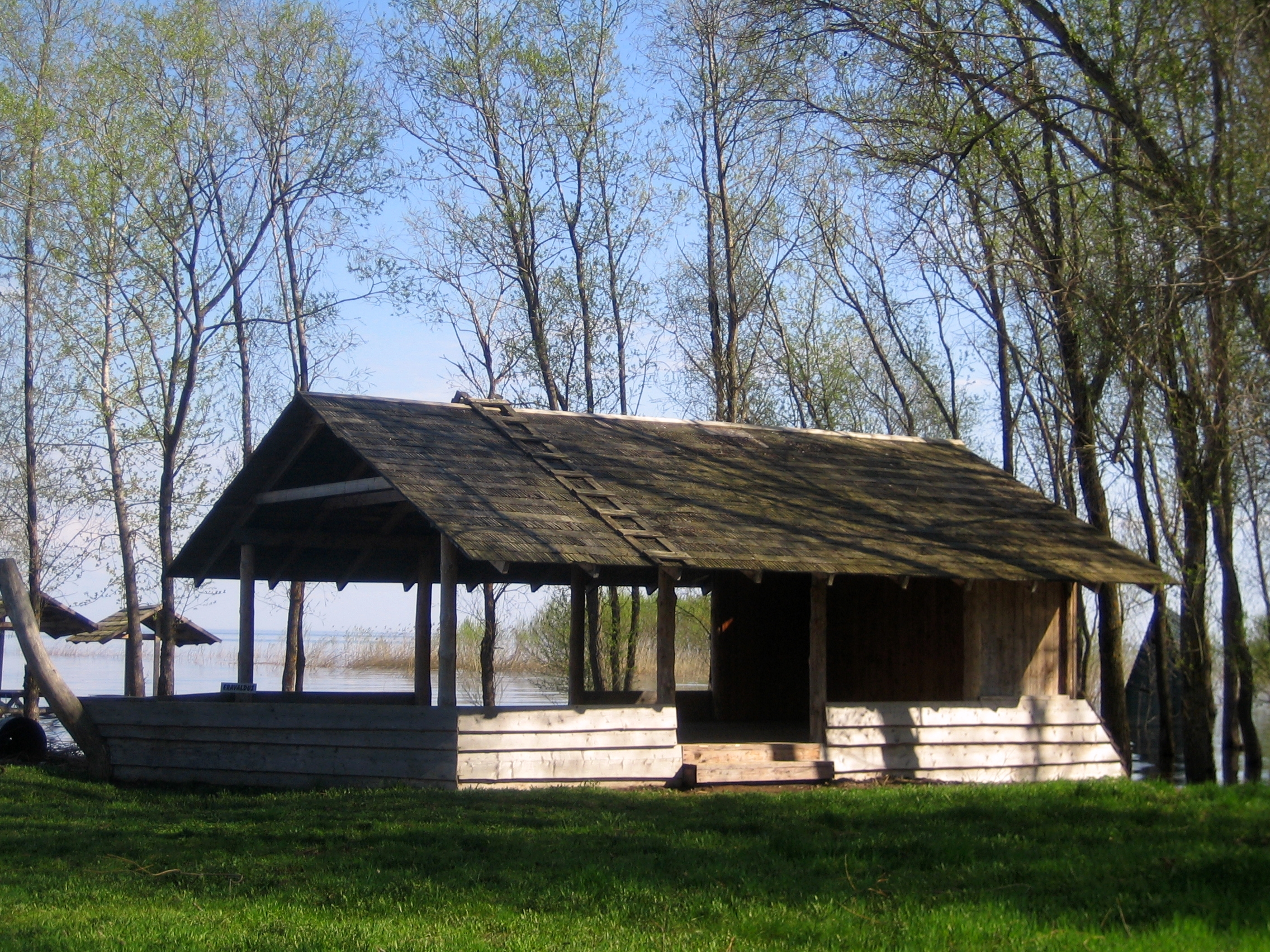
Strandhaus in Tammispää
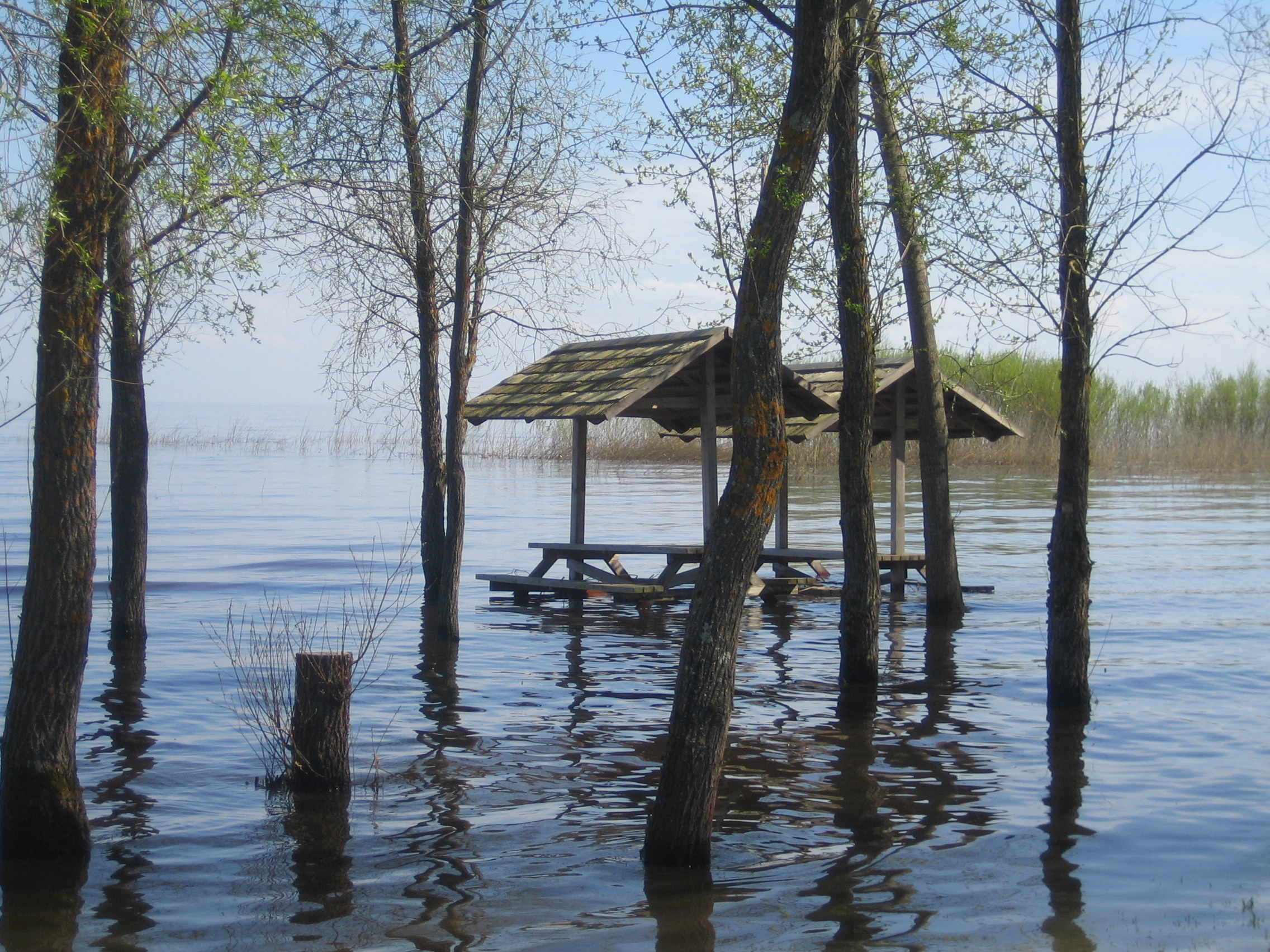
Überschwemmte Tische am See